# Björn Nordbeck
Björn Åke Nordbeck, född 9 maj 1944 i Åhus församling i Kristianstads län, är en svensk militär.

## Biografi
Nordbeck avlade studentexamen i Danderyd 1963. Han avlade marinofficersexamen vid Sjökrigsskolan 1966 och utnämndes samma år till fänrik i kustartilleriet. Han tjänstgjorde i Marinstaben 1975 och gick Tekniska kursen på Marinlinjen vid Militärhögskolan 1975–1977. Åren 1977–1981 tjänstgjorde han vid Artilleribyrån i Huvudavdelningen för marinmateriel i Försvarets materielverk (FMV) och var 1982–1985 avdelningschef vid Kustartilleriets skjutskola, befordrad till överstelöjtnant 1983. Han studerade vid Försvarshögskolan 1986 och var tygmästare vid Stockholms kustartilleriförsvar och Vaxholms kustartilleriregemente 1986–1988, varpå han 1989–1991 tjänstgjorde vid Pjäsbyrån i FMV. Han var bataljonschef vid Vaxholms kustartilleriregemente 1992–1993 och avdelningschef vid Kustartilleriets stridsskola 1993–1994.
År 1994 befordrades han till överste och tjänstgjorde 1994–1997 vid FMV: som systemledare vid Elektroniksystemavdelningen 1994–1995, som biträdande chef för Marinmaterielledningen 1995–1996 och som chef för Marinmaterielledningen 1996–1997. Han var ställföreträdande chef för Ostkustens marinkommando 1997–2000 och var 2000–2001 chef för kommandot (som 2000 namnändrades till Ostkustens marinbas).
Björn Nordbeck invaldes 1985 som ledamot av Kungliga Örlogsmannasällskapet, men utträdde 1999.